# Peugeot 308 RC Z
De Peugeot 308 RC Z wordt de krachtigste versie van de 308 van de Franse automobielconstructeur Peugeot. Peugeot wil de RC Z al in 2010 verkopen. De productieversie wordt op het autosalon van Frankfurt (IAA) in 2009 voorgesteld. De dakbogen zijn van aluminium en enkele carrosseriedelen van koolstofvezel. De achterruit van het prototype is van kunststof, hierdoor weegt de auto slechts 1200 kg.
De motor is een 1.6 die ook in de 308 terug te vinden is, maar levert hier 218 pk en 280 Nm (300 Nm in overboost). Met deze motor zou de auto in 7 seconden naar 100 km/h moeten optrekken en de topsnelheid zou 235 km/h moeten bedragen.